# Coleophora suberosella
Coleophora suberosella é uma espécie de mariposa do gênero Coleophora pertencente à família Coleophoridae.